# Трошин (Каменський повіт)
Трошин (пол. Troszyn, нім. Alt Tessin) — село в Польщі, у гміні Волін Каменського повіту Західнопоморського воєводства.
Населення — 210 осіб (2011).
У 1975-1998 роках село належало до Щецинського воєводства.

## Демографія
Демографічна структура станом на 31 березня 2011 року:
|          | Загалом | Допрацездатний вік | Працездатний вік | Постпрацездатний вік |
| -------- | ------- | ------------------ | ---------------- | -------------------- |
| Чоловіки | 114     | 23                 | 78               | 13                   |
| Жінки    | 96      | 17                 | 56               | 23                   |
| Разом    | 210     | 40                 | 134              | 36                   |